# Riverplace Tower
La Riverplace Tower est un gratte-ciel de Jacksonville situé à le fleuve Saint Johns. Le bâtiment est proximité de Friendship Fountain, et de Southbank Riverwalk. La tour mesure 132 mètres, comporte 28 étages, et l'espace alloué aux bureaux atteint les 50 350 m2.

## Galerie

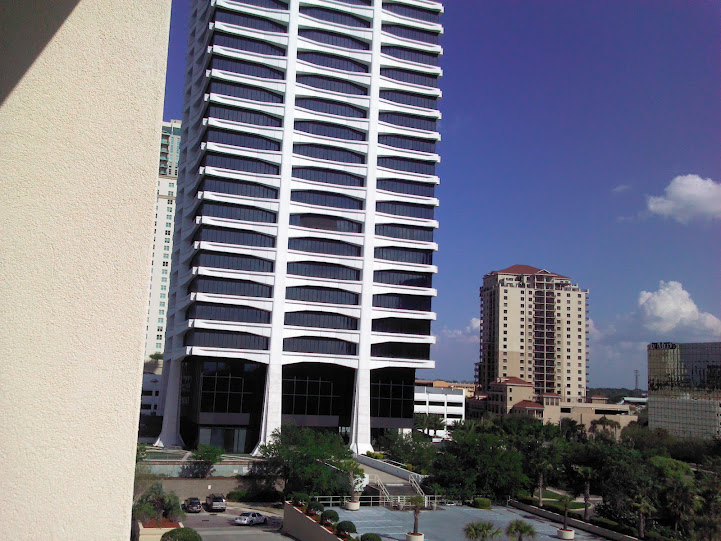
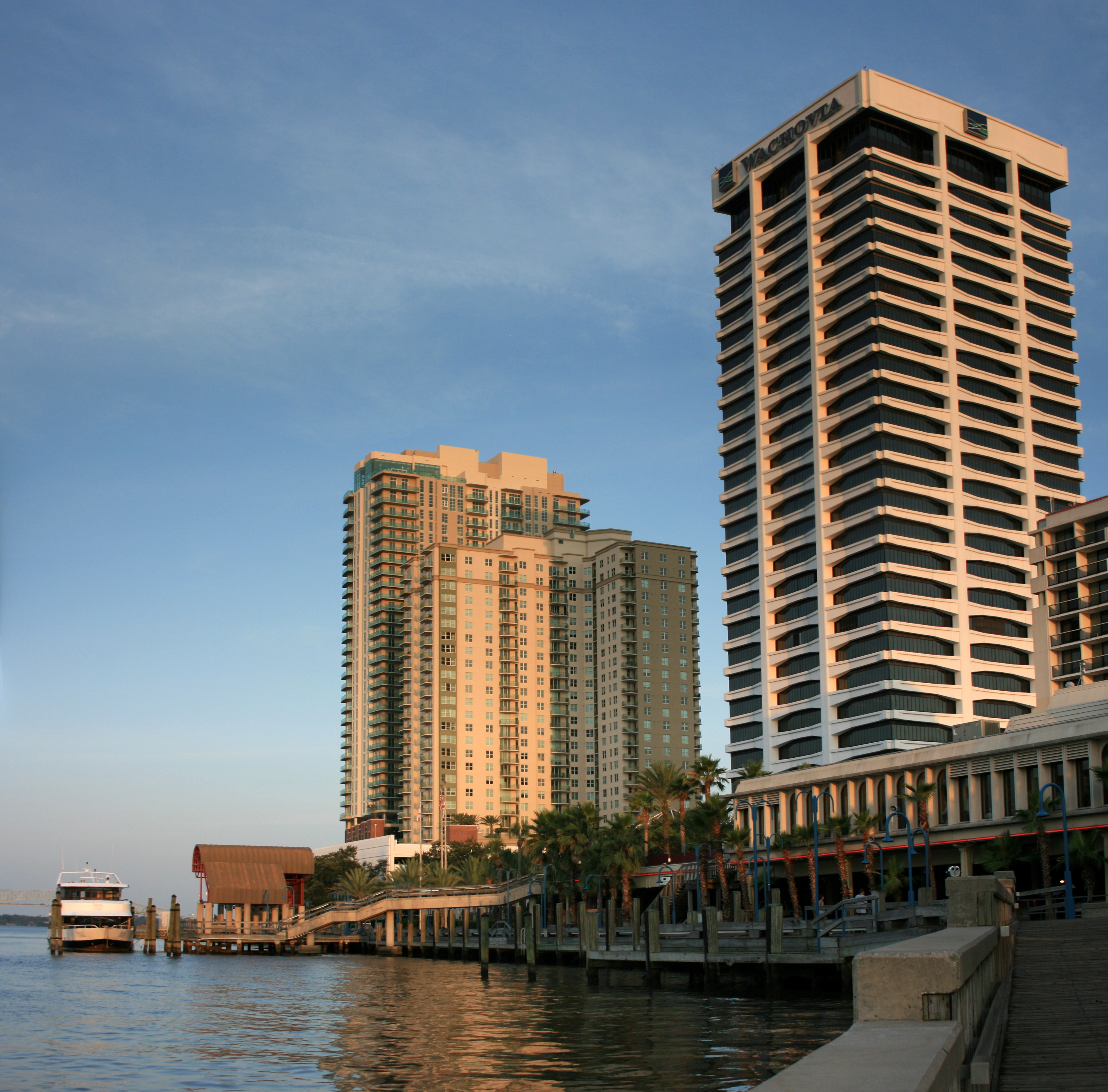
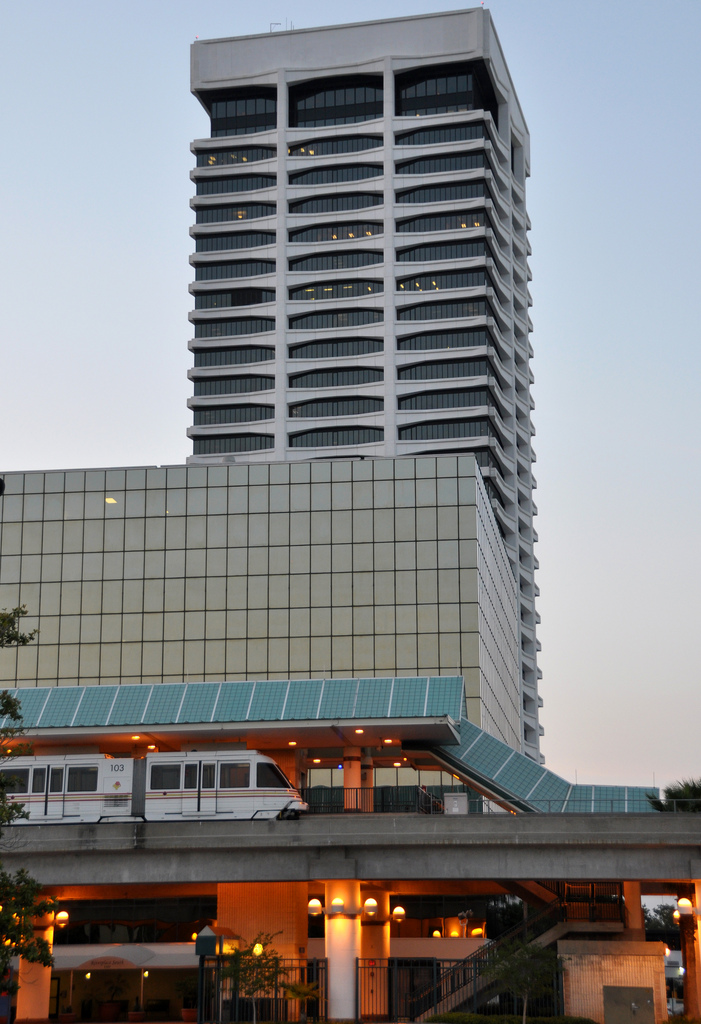
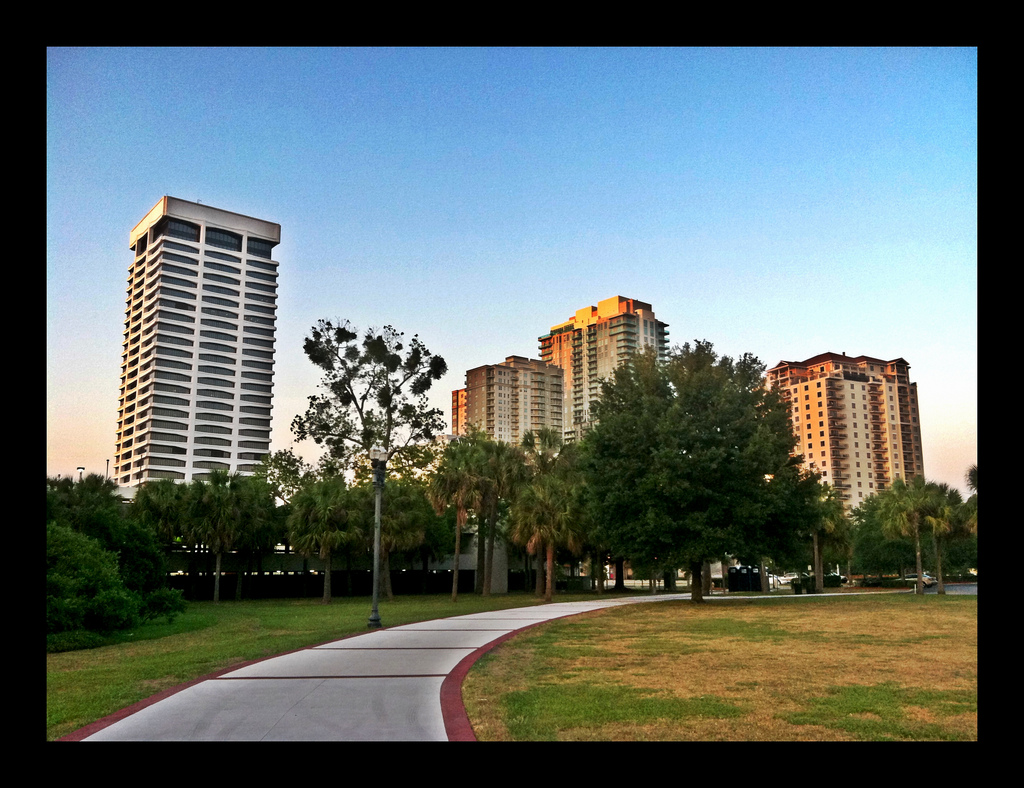
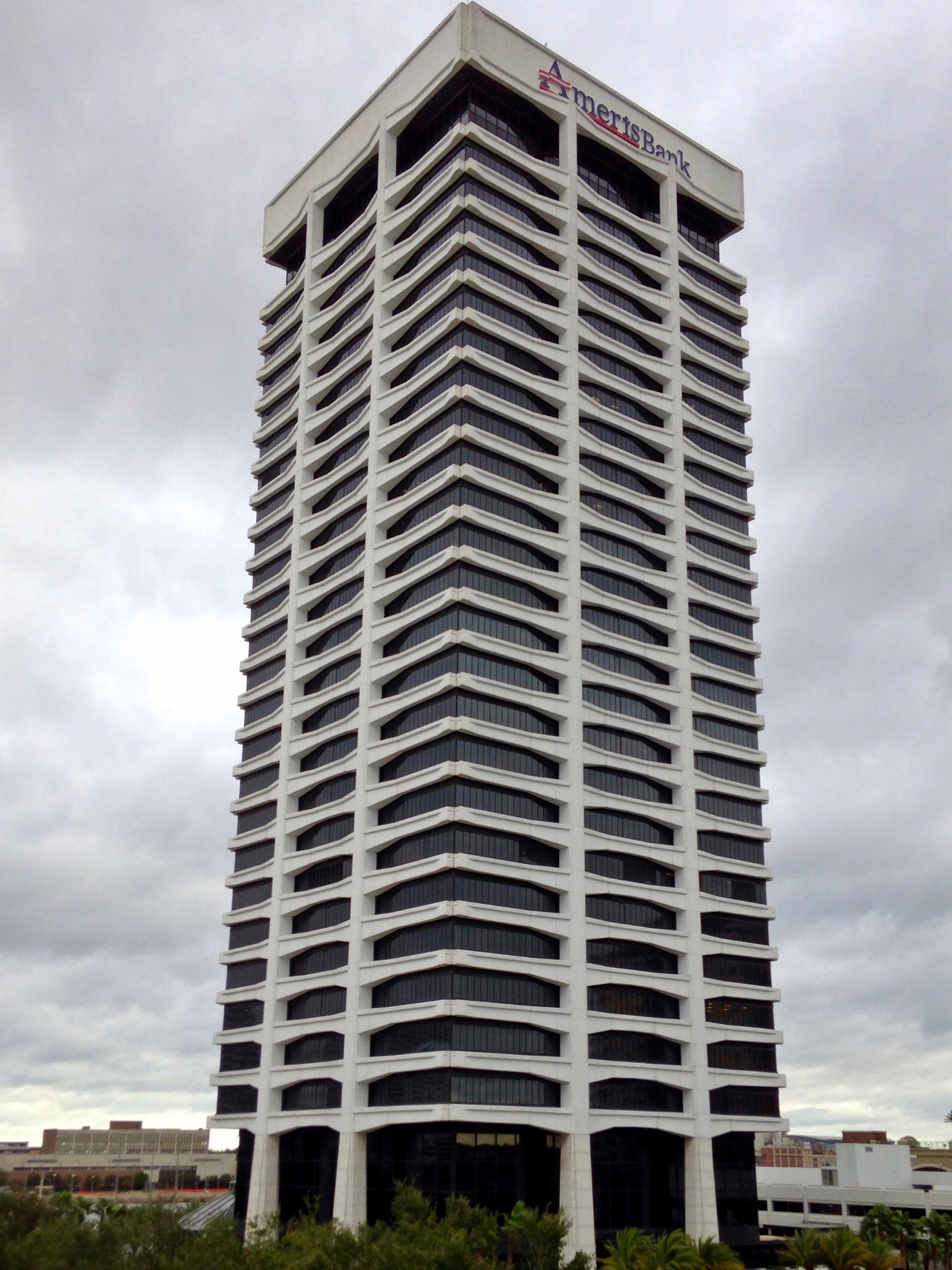